# Serguéi Viáltsev
Serguéi Viáltsev (Lípetsk, Ucrania, 21 de junio de 1986) es un gimnasta artístico ucraniano, medallista de bronce mundial en 2001 en el concurso por equipos.

## 2001
En el Mundial celebrado en Gante (Bélgica) gana la medalla de bronce en la competición por equipos, tras Bielorrusia y Estados Unidos, siendo sus compañeros de equipo: Alexander Beresh, Roman Zozulya, Andrei Lipsky, Ruslan Mezentsev y Andrei Mikhailichenko.